# Mezifrekvenční zesilovač
Mezifrekvenční zesilovač (MF zesilovač) je zesilovací stupeň používaný pro zvýšení úrovně signálu v rozhlasových a televizních přijímačích. Obvykle pracuje na frekvenci nižší než je frekvence přijímaného vysokofrekvenčního signálu a vyšší než frekvence výstupního zvukového nebo obrazového signálu.

## Použití

Začlenění mezifrekvenčního zesilovače v superhetu

Mezifrekvenční zesilovač je funkční blok, který odlišuje superhety od přijímačů s přímým zesílením.
Mezifrekvenčnímu zesilovači obvykle v signálové cestě předchází vysokofrekvenční zesilovač, směšovač, ve kterém dochází k posunu frekvence signálu, a u modernějších přijímačů filtr se soustředěnou selektivitou (u starších přijímačů byly dílčí filtry začleňovány mezi jednotlivé stupně mezifrekvenčního zesilovače). Mezifrekvenční zesilovač umožňuje realizovat většinu zisku přijímače zesilovačem laděným na pevnou frekvenci, což zjednodušuje nastavení přijímače.
Mezifrekvenční zesilovače mohou používat zesilovače s dvojím laděním nebo vícestupňové zesilovače s obvody laděnými na poněkud odlišné frekvence pro dosažení požadované frekvenční odezvy. Některé přijímače používají pro zpracování signálu postupně více mezifrekvenčních zesilovačů na různých frekvencích.

## Obvykle používané obvody
- Indukční (transformátorová) vazba: cívka se dvěma vinutími propojenými vzájemnou indukčností.
- Bočníková kapacitní vazba: má širší propustné pásmo.
- Složené mezifrekvenční transformátory: přijímače používané pro AM a FM přijímače.[2][3]